# Antonee Robinson
Antonee Robinson (Milton Keynes, 1997. augusztus 8. –) amerikai válogatott labdarúgó, az angol Fulham hátvédje.

## Pályafutása

### Klubcsapatokban
Robinson az angliai Milton Keynes városában született. Az ifjúsági pályafutását az Everton akadémiájánál kezdte.
2015-ben mutatkozott be az Everton felnőtt keretében. A 2017–18-as szezonban a Bolton Wanderers, míg a 2018–19-es szezonban a Wigan Athletic csapatát erősítette kölcsönben. 2019-ben a Wigan Athletichez igazolt. 2020. augusztus 20-án négyéves szerződést kötött az első osztályú Fulham együttesével. Először  a 2020. október 4-ei, Wolverhampton Wanderers ellen 1–0-ra elvesztett mérkőzésen lépett pályára. Első gólját 2021. október 16-án, a Queens Park Rangers ellen hazai pályán 4–1-re megnyert találkozón szerezte meg.

### A válogatottban
Robinson az U18-as és az U23-as korosztályú válogatottakban is képviselte Amerikát.
2018-ban debütált a felnőtt válogatottban. Először a 2018. május 29-ei, Bolívia ellen 3–0-ra megnyert mérkőzésen lépett pályára. Első válogatott gólját 2021. szeptember 8-án, Honduras ellen 4–1-es győzelemmel zárult VB-selejtezőn szerezte meg.

## Statisztikák
2023. május 28. szerint
| Klub                          | Szezon   | Osztály        | Bajnokság | Bajnokság | Kupa  | Kupa | Nemzetközi | Nemzetközi | Összesen | Összesen |
| Klub                          | Szezon   | Osztály        | Meccs     | Gól       | Meccs | Gól  | Meccs      | Gól        | Meccs    | Gól      |
| ----------------------------- | -------- | -------------- | --------- | --------- | ----- | ---- | ---------- | ---------- | -------- | -------- |
| Bolton Wanderers (kölcsönben) | 2017–18  | Championship   | 30        | 0         | 4     | 0    | —          | —          | 34       | 0        |
| Wigan Athletic (kölcsönben)   | 2018–19  | Championship   | 26        | 0         | 0     | 0    | —          | —          | 26       | 0        |
| Wigan Athletic                | 2019–20  | Championship   | 38        | 1         | 1     | 0    | —          | —          | 39       | 1        |
| Wigan Athletic                | Összesen | Összesen       | 64        | 1         | 1     | 0    | 0          | 0          | 65       | 1        |
| Fulham                        | 2020–21  | Premier League | 28        | 0         | 4     | 0    | —          | —          | 32       | 0        |
| Fulham                        | 2021–22  | Championship   | 36        | 2         | 1     | 1    | —          | —          | 37       | 3        |
| Fulham                        | 2022–23  | Premier League | 35        | 0         | 3     | 0    | —          | —          | 38       | 0        |
| Fulham                        | Összesen | Összesen       | 99        | 2         | 8     | 1    | 0          | 0          | 107      | 3        |
| Összesen                      | Összesen | Összesen       | 193       | 3         | 13    | 1    | 0          | 0          | 206      | 4        |

### A válogatottban
| Válogatott       | Év       | Pályára lépés | Gól |
| ---------------- | -------- | ------------- | --- |
| Egyesült Államok | 2018     | 6             | 0   |
| Egyesült Államok | 2019     | 1             | 0   |
| Egyesült Államok | 2020     | 1             | 0   |
| Egyesült Államok | 2021     | 11            | 1   |
| Egyesült Államok | 2022     | 14            | 1   |
| Egyesült Államok | 2023     | 3             | 0   |
| Összesen         | Összesen | 36            | 2   |

#### Góljai a válogatottban
| # | Időpont             | Helyszín                                                 | Ellenfél | Gólok | Eredmény | Kiírás               |
| - | ------------------- | -------------------------------------------------------- | -------- | ----- | -------- | -------------------- |
| 1 | 2021. szeptember 8. | Estadio Olímpico Metropolitano, San Pedro Sula, Honduras | Honduras | 1–1   | 4–1      | 2022-es VB-selejtező |
| 2 | 2022. január 27.    | Lower.com Field, Columbus, Amerikai Egyesült Államok     | Salvador | 1–0   | 1–0      | 2022-es VB-selejtező |

## Sikerei, díjai
Fulham
- Championship
  - Győztes (1): 2021–22

Amerikai válogatott
- CONCACAF Nemzetek ligája
  - Győztes (2): 2019–20, 2022–23